# Cardrona
Cardrona è una località neozelandese, nota per la sua stazione sciistica, situata nella regione dell'Otago, nell'Isola del Sud. La località si trova tra Wānaka, da cui dista circa 25 km, e Queenstown, distante 46 km, nella valle dell'omonimo fiume. Nota per i suoi servizi di lusso è classificata tra le migliori località sciistiche del continente.

## Storia
Il Cardrona Alpine Resort è stato fondato nel 1980 dagli abitanti della valle del fiume Cardrona, John e Mary Lee. Il primo inverno fu talmente nevoso che la stazione sciistica è potuta rimanere aperta solo per 3 settimane, dopo giorni passati a pulire la strada del resort con un bulldozer. Questo perché John Lee non sapeva sciare, quindi costruì l'area di base nel mezzo della stazione stessa, a 1670 m s.l.m, centinaia di metri a monte rispetto al fondo valle.
Il resort è stato acquistato dai Vealls di Melbourne nel 1989, anno in cui Cardrona ha costruito il primo halfpipe della Nuova Zelanda.
La vecchia seggiovia del Capitano (sostituita dalla Captain's Express) è stata installata, come Valley View Quad, sotto l'esistente Whitestar Express prima dell'inverno 2010. Lo scopo principale di questo impianto era quello di consentire la realizzazione di una discesa di grado agonistico, aumentando lo sviluppo verticale a disposizione del resort. A causa dell'insufficiente innevamento questo impianto non è stato aperto per la stagione dell'installazione. Nel 2011 è stato aggiunto l'innevamento artificiale e l'impianto ha potuto aprire.
Nel 2013, la società neozelandese Real Journeys ha acquistato il Cardrona Alpine Resort. Insieme a Real Journeys, Cardrona entrò a far parte del gruppo privato Wayfare, successivamente ribattezzato RealNZ.
Nel dicembre 2019, la Commissione per il commercio ha approvato l'acquisto di Cardrona da parte di Treble Cone Investments Ltd.

## Caratteristiche
Il comprensorio sciistico va da 1260 a 1860 m s.l.m.. La distribuzione delle piste è: 25% per principianti, 25% per sciatori intermedi, 30% per avanzati e 20% per esperti. Ci sono 2 seggiovie quadruple ad ammorsamento automatico, 2 seggiovie quadruple ad ammorsamento fisso, un'ovovia, 3 tapis roulants e 1 skilift  che serve gli halfpipe e il salto per il big air. L'innevamento artificiale integra la nevicata media annua di 2,9 m. Per le discipline del freestyle sci e snowboard ci sono 2 half pipe, un salto per il big air e 4 snowpark. C'è anche un "centro ad alte prestazioni" che forma sciatori e snowboarder più esperti. Le famiglie con neonati e bambini piccoli possono utilizzare i servizi di assistenza all'infanzia forniti dal Cardrona Nursery e Ski Kindy.